# World Rugby Sevens Series
Le World Rugby Sevens Series sono una serie di tornei internazionali di rugby a 7 organizzati per la prima volta nel 1999. I tornei, gestiti da World Rugby, hanno come partecipanti squadre nazionali. Le serie furono inizialmente create per sviluppare un alto livello di competizione fra le nazioni oltre che sviluppare il gioco a 7 in via commerciale. Nel 2005-06 la competizione fu trasmessa per 1147 ore in tv, di cui 530 in diretta, in 136 nazioni. Nella stagione 2008-09 le ore di trasmissione in tv incrementarono fino a oltre 3300, con 35 canali televisivi impegnati a trasmettere in 139 nazioni e in 15 lingue differenti. Durante la stagione 2013-14 si ebbe un ulteriore incremento, con 5000 ore di copertura televisiva in diretta in 145 nazioni.
Le squadre competono per il titolo finale accumulando punti in base al loro posizionamento in ogni singolo torneo, formando in questo modo una classifica complessiva che determina annualmente la vincente delle Series. Gli eventi si svolgono in tutto il mondo. Nel 2005-06 l'evento più importante del Seven, l'Hong Kong Sevens, è tornato dopo un anno di sosta per la Coppa del Mondo di rugby a 7 che si è tenuta ad Hong Kong nel marzo 2005 ed è stata vinta dalle Figi.
A partire dalla stagione 2012-13 è stato istituito anche un analogo torneo femminile che ha visto vincere la Nuova Zelanda nell'edizione inaugurale composta da quattro differenti eventi ospitati in Dubai, Stati Uniti d'America, Cina e Paesi Bassi.
Con l'ammissione del rugby a 7 tra gli sport olimpici, con il debutto a Rio de Janeiro 2016, la classifica finale dell'intero torneo concorre periodicamente a determinare una quota di quattro squadre qualificate alle Olimpiadi (le prime quattro utilmente collocate).
La competizione è stata allargata con l'introduzione, nel febbraio 2020, di un torneo di seconda fascia denominato World Rugby Sevens Challenger Series in cui ogni anno viene retrocessa l'ultima classificata delle World Rugby Sevens Series, con la concomitante promozione nel torneo maggiore, per la stagione successiva, della vincitrice delle Challenger Series.

## Edizioni
| Stagione | Campione      | Punti | Seconda       | Punti | Terza         | Punti | Quarta        | Punti |
| -------- | ------------- | ----- | ------------- | ----- | ------------- | ----- | ------------- | ----- |
| 1999-00  | Nuova Zelanda | 186   | Figi          | 180   | Australia     | 118   | Samoa         | 82    |
| 2000-01  | Nuova Zelanda | 162   | Australia     | 150   | Figi          | 124   | Samoa         | 92    |
| 2001-02  | Nuova Zelanda | 198   | Sudafrica     | 136   | Inghilterra   | 126   | Figi          | 122   |
| 2002-03  | Nuova Zelanda | 112   | Inghilterra   | 108   | Figi          | 94    | Sudafrica     | 82    |
| 2003-04  | Nuova Zelanda | 128   | Inghilterra   | 122   | Argentina     | 98    | Figi          | 84    |
| 2004-05  | Nuova Zelanda | 116   | Figi          | 88    | Inghilterra   | 86    | Sudafrica     | 76    |
| 2005-06  | Figi          | 144   | Inghilterra   | 122   | Sudafrica     | 110   | Nuova Zelanda | 76    |
| 2006-07  | Nuova Zelanda | 130   | Figi          | 128   | Samoa         | 122   | Sudafrica     | 92    |
| 2007-08  | Nuova Zelanda | 154   | Sudafrica     | 106   | Samoa         | 100   | Figi          | 94    |
| 2008-09  | Sudafrica     | 132   | Figi          | 102   | Inghilterra   | 98    | Nuova Zelanda | 88    |
| 2009-10  | Samoa         | 164   | Nuova Zelanda | 149   | Australia     | 122   | Figi          | 108   |
| 2010-11  | Nuova Zelanda | 166   | Sudafrica     | 140   | Inghilterra   | 127   | Figi          | 122   |
| 2011-12  | Nuova Zelanda | 167   | Figi          | 161   | Inghilterra   | 135   | Samoa         | 133   |
| 2012-13  | Nuova Zelanda | 173   | Sudafrica     | 132   | Figi          | 121   | Samoa         | 104   |
| 2013-14  | Nuova Zelanda | 180   | Sudafrica     | 152   | Figi          | 144   | Inghilterra   | 134   |
| 2014-15  | Figi          | 164   | Sudafrica     | 154   | Nuova Zelanda | 152   | Inghilterra   | 132   |
| 2015-16  | Figi          | 181   | Sudafrica     | 171   | Nuova Zelanda | 158   | Australia     | 134   |
| 2016-17  | Sudafrica     | 192   | Inghilterra   | 164   | Figi          | 150   | Nuova Zelanda | 137   |
| 2017-18  | Sudafrica     | 182   | Figi          | 180   | Nuova Zelanda | 150   | Australia     | 123   |
| 2018-19  | Figi          | 186   | Stati Uniti   | 177   | Nuova Zelanda | 162   | Sudafrica     | 148   |
| 2019-20  | Nuova Zelanda | 115   | Sudafrica     | 104   | Figi          | 83    | Australia     | 81    |
| 2021     | Sudafrica     | 40    | Regno Unito   | 34    | Kenya         | 34    | Canada        | 24    |
| 2021-22  | Australia     | 126   | Sudafrica     | 124   | Figi          | 122   | Argentina     | 118   |
| 2022-23  | Nuova Zelanda | 200   | Argentina     | 179   | Figi          | 156   | Francia       | 151   |
| 2023-24  | Francia       | 200   | Argentina     | 179   | Figi          | 156   | Nuova Zelanda | 151   |

### Riepilogo vittorie
| Squadra       | Campione | 2º posto | 3º posto | 4º posto |
| ------------- | -------- | -------- | -------- | -------- |
| Nuova Zelanda | 14       | 1        | 5        | 3        |
| Sudafrica     | 4        | 9        | 1        | 4        |
| Figi          | 4        | 6        | 9        | 6        |
| Australia     | 1        | 1        | 2        | 3        |
| Samoa         | 1        | 0        | 2        | 4        |
| Francia       | 1        | 0        | 0        | 1        |
| Argentina     | 0        | 2        | 1        | 1        |
| Inghilterra   | 0        | 4        | 5        | 2        |
| Stati Uniti   | 0        | 1        | 0        | 0        |
| Gran Bretagna | 0        | 1        | 0        | 0        |
| Kenya         | 0        | 0        | 1        | 0        |
| Canada        | 0        | 0        | 0        | 1        |

## Tornei

### Tornei attuali
- Dubai (The Sevens): dicembre
- Sudafrica (Cape Town Stadium, Città del Capo): dicembre
- Nuova Zelanda (Waikato Stadium, Hamilton): gennaio
- Australia (Sydney Football Stadium, Sydney): gennaio
- USA (Dignity Health Sports Park, Carson): febbraio
- Canada (BC Place, Vancouver): marzo
- Hong Kong (Hong Kong Stadium): aprile
- Singapore (Stadio nazionale di Singapore): aprile
- Francia (Stadio Ernest Wallon, Tolosa): maggio
- Inghilterra (Twickenham, Londra): maggio

### Tornei passati
- Suva Sevens, disputato a Suva nel 2000
- Punta del Este Sevens, disputato a Punta del Este nel 2000
- Mar del Plata Sevens, disputato a Mar del Plata fino al 2002
- Malaysia Sevens, disputato a Kuala Lumpur fino al 2002
- Santiago Sevens, disputato a Santiago del Cile nel 2002
- Shanghai Sevens, disputato a Shanghai nel 2002
- Cardiff Sevens, disputato a Cardiff fino al 2003
- Japan Sevens, disputato a Tokyo fino al 2015 e sostituito successivamente dal Singapore Sevens
- Scotland Sevens, disputato a Glasgow fino al 2015 e sostituito successivamente dal Paris Sevens
- Spain Sevens, disputato a Malaga e Siviglia nel 2022

## Formato
In un evento normale partecipano 16 squadre, in quello di Hong Kong 24. In ogni torneo le squadre sono divise in gironi da quattro formazioni, che disputano un girone all'italiana. Sono attribuiti 3 punti per la vittoria, 2 per il pareggio, uno per la sconfitta, 0 se si dà forfait. A parità di punti sono considerati:
1. Confronto diretto.
2. Differenza punti.
3. Differenza mete.
4. Punti segnati.
5. Sorteggio.

Ogni torneo prevede la premiazione delle prime tre squadre classificate con l'assegnazione, rispettivamente, delle medaglie d'oro, d'argento e di bronzo. La fase a eliminazione diretta prevede un tabellone principale (Cup) per l'assegnazione delle medaglie, e una competizione minore con la quale si determina la posizione finale delle restanti squadre all'interno del torneo. Fino alla stagione 2015-16 la competizione minore serviva ad assegnare anche i trofei secondari noti come Plate, Bowl e Shield.
In un normale evento le prime due di ogni girone avanzano per competere per la Cup e le medaglie. Le restanti squadre sono invece relegate a un tabellone secondario dove, sempre a eliminazione diretta, competono per ottenere il miglior piazzamento finale. Nel torneo di Hong Kong avanzano per la Cup i vincitori dei sei gironi e le due migliori seconde.

### Squadre partecipanti
Prima dell'inizio di ogni nuova edizione, la World Rugby è solita annunciare le 15 squadre che prenderanno ufficialmente parte a tutti i tornei che compongono la serie (le cosiddette "core teams").
A partire dalla stagione 2013-14 era stato introdotto un nuovo sistema di promozione e retrocessione per stabilire tali squadre: all'interno dell'Hong Kong Sevens veniva disputata una competizione separata a 12 squadre, con la vincente che aveva l'accesso garantito fra le core teams per la stagione successiva; invece la squadra classificatasi ultima fra le core teams al termine delle Series, ovvero dopo il London Sevens, alla fine veniva automaticamente retrocessa.
Dalla stagione 2019-20, con la creazione del nuovo torneo di seconda fascia denominato World Rugby Sevens Challenger Series, l'ultima classificata viene relegata in quest'ultima competizione mentre la vincente delle Challenger Series guadagna la promozione alle World Rugby Sevens Series per la stagione successiva.
Per la stagione 2019-20 le core teams sono:
- Argentina
- Australia
- Canada
- Figi
- Francia

- Galles
- Inghilterra
- Irlanda
- Kenya
- Nuova Zelanda

- Samoa
- Scozia
- Spagna
- Stati Uniti
- Sudafrica

L'Irlanda ha rimpiazzato il Giappone, terminato ultimo in classifica alla fine della stagione precedente.

## Punteggi
Il campionato ha una classifica determinata dai punti guadagnati in ogni torneo; dalla stagione 2011-12 la World Rugby ha introdotto un nuovo sistema di punteggi in modo da assicurare dei punti a tutte le nazionali partecipanti. Per tutti i tornei si può applicare questo programma:
- Vincitore della Cup: 22 punti
- Medaglia d'argento: 19 p
- Medaglia di bronzo: 17 p
- 4º posto: 15 p
- 5º posto: 13 p
- 6º posto: 12 p
- 7º posto: 11 p
- 8º posto: 10 p
- 9º posto: 8 p
- 10º posto: 7 p
- 11º posto: 6 p
- 12º posto: 5 p
- 13º posto: 4 p
- 14º posto: 3 p
- 15º posto: 2 p
- 16º posto: 1 p

Se due squadre sono a pari punti a fine stagione si usano i seguenti metodi per stabilire la classifica:
1. Differenza punti in stagione
2. Totale mete in stagione
3. Se non sono bastati i criteri sopra le squadre sono pari

## Statistiche
Aggiornate alla stagione 2022-23.
| Maggior numero di punti |                 |               |       |
|                         | Nome            | Squadra       | Punti |
| 1                       | Ben Gollings    | Inghilterra   | 2652  |
| 2                       | Tomasi Cama     | Nuova Zelanda | 2028  |
| 3                       | Nathan Hirayama | Canada        | 1859  |
| 4                       | Dan Norton      | Inghilterra   | 1804  |
| 5                       | Tom Mitchell    | Inghilterra   | 1595  |

| Maggior numero di mete |                     |               |      |
|                        | Nome                | Squadra       | Mete |
| 1                      | Dan Norton          | Inghilterra   | 358  |
| 2                      | Perry Baker         | Stati Uniti   | 293  |
| 3                      | Collins Injera      | Kenya         | 279  |
| 4                      | Tim Mikkelson       | Nuova Zelanda | 240  |
| 5                      | Seabelo Senatla     | Sudafrica     | 230  |
| 5                      | Santiago Gómez Cora | Argentina     | 230  |